# Чирко Пилип Антонович
Пили́п Анто́нович Чирко́ (*3 липня 1859, Київ, Російська імперія — †21 березня 1928, Чернігів, УРСР, СРСР) — український живописець, член Товариства передвижників.

## Життєпис
Народився у Києві 3 липня 1859 року.
Навчався у Київській школі живопису під керівництвом М. І. Мурашка, згодом, за рекомендацією М. М. Ґе — у Петербурзькій академії мистецтв, яку закінчив у 1892 році. Працював викладачем живопису у Варшавському реальному училищі.
З 1891 року експонувався на виставках Товариства передвижників.
Працював переважно у жанрі пейзажу, відомий також роботами у батальному та побутовому жанрах
Від 1915 року проживав у Чернігові. Перебував у шлюбі з Єлизаветою Францівною Чирко (1861–1943) — теж художницею.
Був діяльним членом Чернігівського товариства художників у 1916–1919 роках, чернігівської філії АХЧУ (з 1927). Викладав у художній студії при Чернігівському товаристві художників у 1917–1919 та в Народній студії образотворчого мистецтва з 1919 року. Член Чернігівського наукового товариства.
Помер 21 березня 1928 року. Похований на Петропавлівському кладовищі.

## Творчий доробок
- «Бандуристи»
- «Бивуак»
- «Запорожець»
- «Літній пейзаж з дітьми»
- «Мати й донька»
- «Навчання стрільби»
- «Носій»

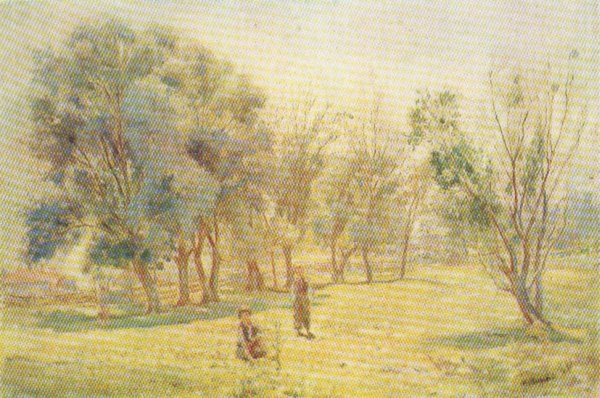
П. А. Чирко. «Літній пейзаж з дітьми», 1910-ті, Чернігівський художній музей

- «Пейзаж з видом на старовинний маєток»
- «Портрет М. Клех»
- «Портрет М. Нестеровської»
- «Смерть Мазепи в Бендерах»

та інше.
Залишив також цінні спогади про дореформенну Академію мистецтв та життя пересічного студентства тієї пори.
Більша частина творів П. А. Чирка з колекції, яка зберігалася у Чернігівському історичному музеї, загинула в роки окупації міста нацистами (1941–1943) під час Німецько-радянської війни (точніше, під час пожежі, умисно допущеної тодішнім компартійним директором музею при відступі частин Червоної армії з міста у серпні–вересні 1941 року).

## Цікавий факт

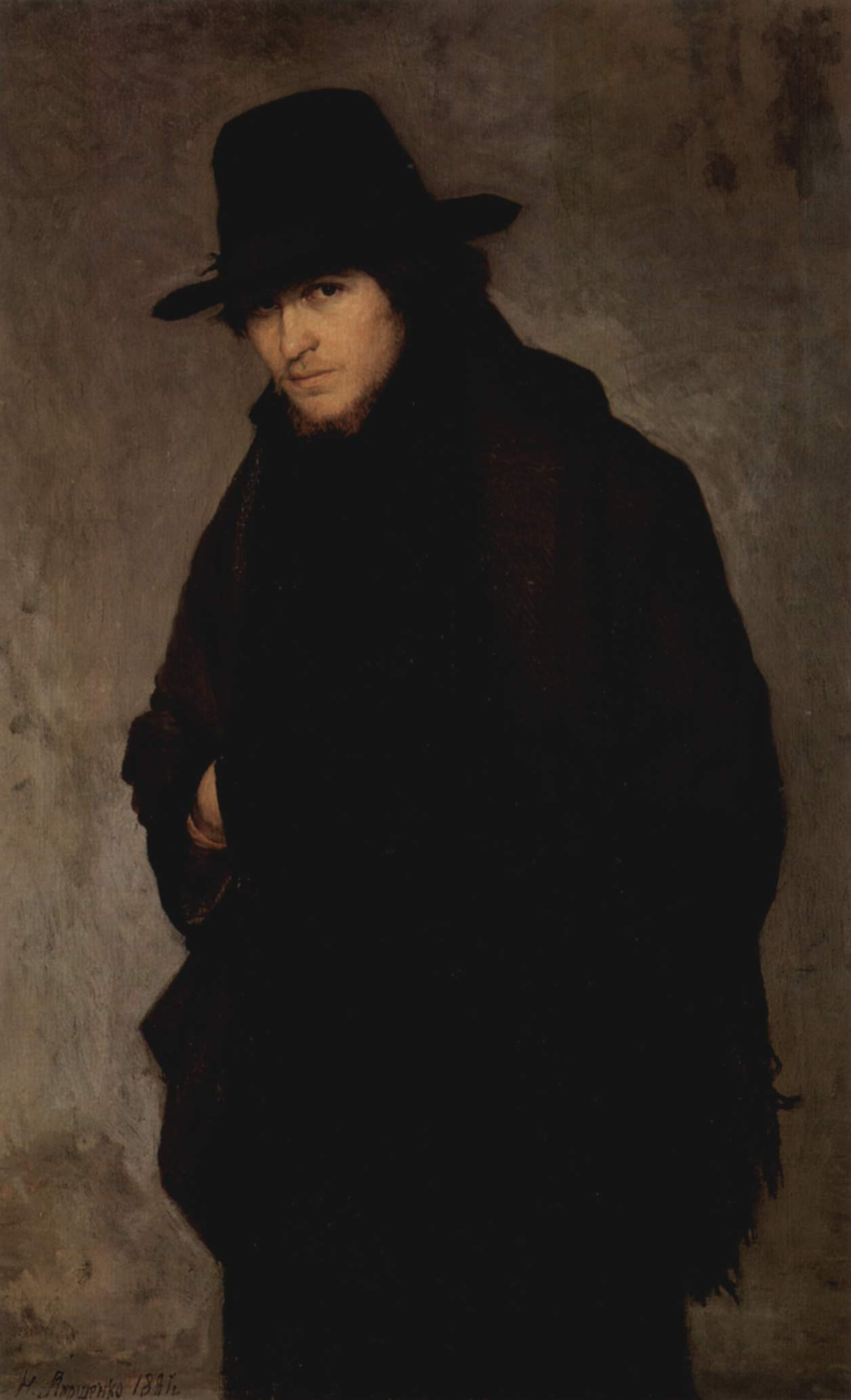
М. О. Ярошенко. «Студент», 1881, Третьяковська галерея

У 1881 році знаний український живописець М. Ярошенко зобразив свого друга Пилипа Чирка на відомому полотні «Студент» (нині перебуває у колекції Державної Третьяковської галереї, Москва).

## Пам'ять
На Петропавлівському кладовищі Чернігова збережено могили Пилипа Антоновича та Єлизавети Францівни Чирко. Поховання внесене до реєстру пам'яток історії місцевого значення за № 3504.
2016 року було здійснено роботи з оновлення надгробків.